# Autochloris umbratus
Autochloris umbratus là một loài bướm đêm thuộc phân họ Arctiinae, họ Erebidae.